# Stazione di Sassari Santa Maria
La stazione di Sassari Santa Maria  è una stazione ferroviaria al servizio del comune di Sassari, lungo la ferrovia che dalla città turritana giunge ad Alghero.

## Storia

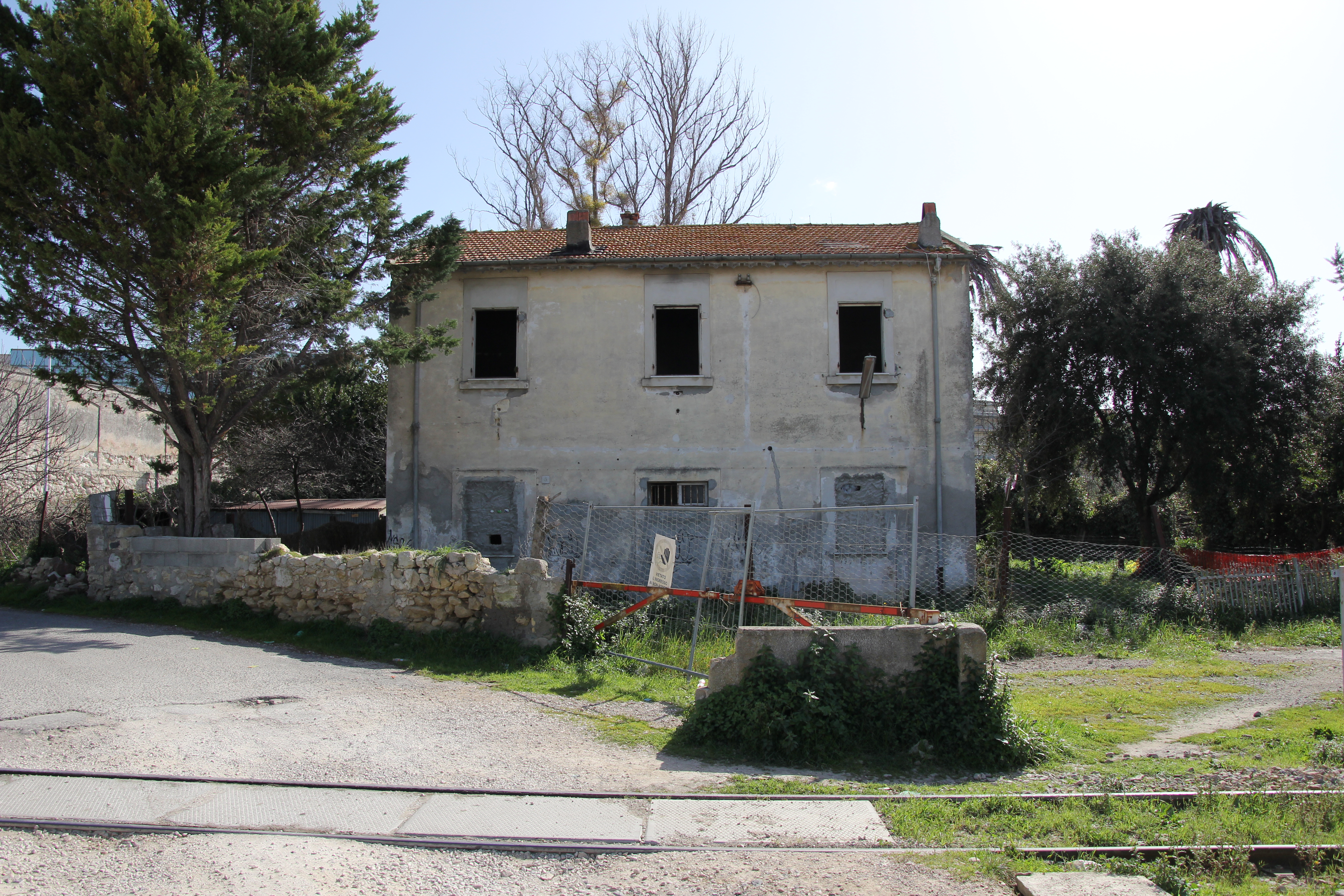
L'ex fabbricato viaggiatori della stazione, a lungo sede sassarese delle SFSS ed in seguito delle FCS

Le origini di questo impianto sono collegate alla nascita della ferrovia a scartamento ridotto tra Sassari e Alghero nell'ultima parte dell'Ottocento ad opera della Strade Ferrate Secondarie della Sardegna, la quale, pur avendo ottenuto dalla Compagnia Reale delle Ferrovie Sarde la possibilità di far giungere i propri treni nella stazione di Sassari, aveva messo in atto la costruzione di un proprio impianto a poche centinaia di metri a sud del principale scalo cittadino, nelle vicinanze della chiesa di Santa Maria di Betlem da cui l'impianto trae nome.
La costruzione della stazione di Sassari Santa Maria (attiva dal 1889) è legata a finalità prevalenti di servizio, visto che fu realizzata come base operativa delle SFSS nel capoluogo turritano, comprendendo le rimesse locomotive e i depositi societari, non figurando tra le località su cui veniva effettuato il servizio viaggiatori nei primi decenni di attività.

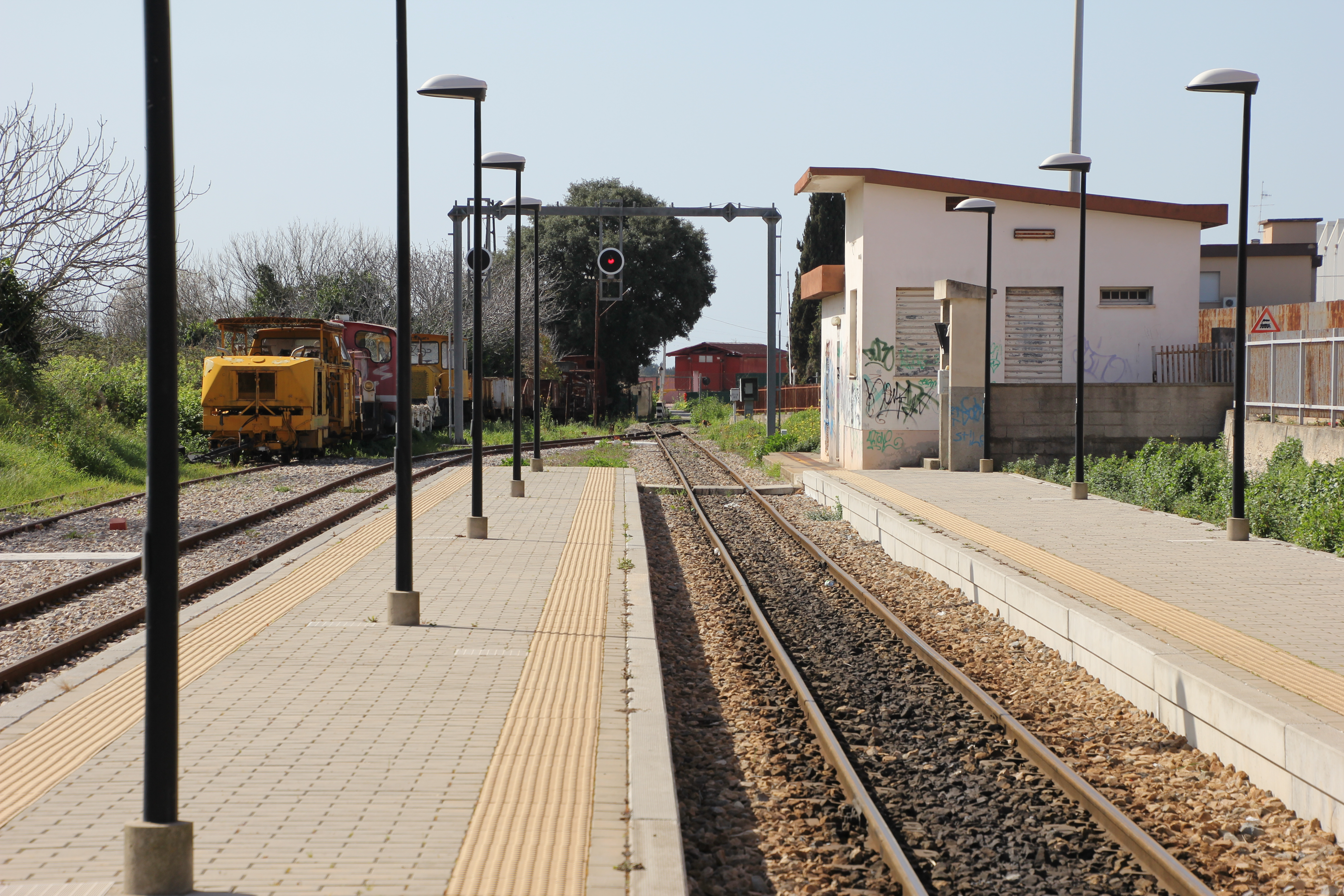
Le banchine dopo gli interventi di ammodernamento degli anni 2010

Nel corso dei decenni si registreranno vari passaggi di gestione dell'impianto e della ferrovia, dal 1921 sotto l'amministrazione delle Ferrovie Complementari della Sardegna, a cui seguiranno le Strade Ferrate Sarde nel 1941, le Ferrovie della Sardegna nel 1989 (poi ARST Gestione FdS dal 2008) e l'ARST nel 2010. In particolare dopo il passaggio della Sassari-Alghero alle SFS, fu deciso di utilizzare gli impianti e le infrastrutture di rimessaggio di tale concessionaria anche per mezzi e maestranze precedentemente assegnati allo scalo di Sassari Santa Maria. A inizio anni dieci la stazione è stata oggetto di interventi di ristrutturazione, con la realizzazione tra l'altro di nuove banchine e di una pensilina per l'utenza.

## Strutture e impianti

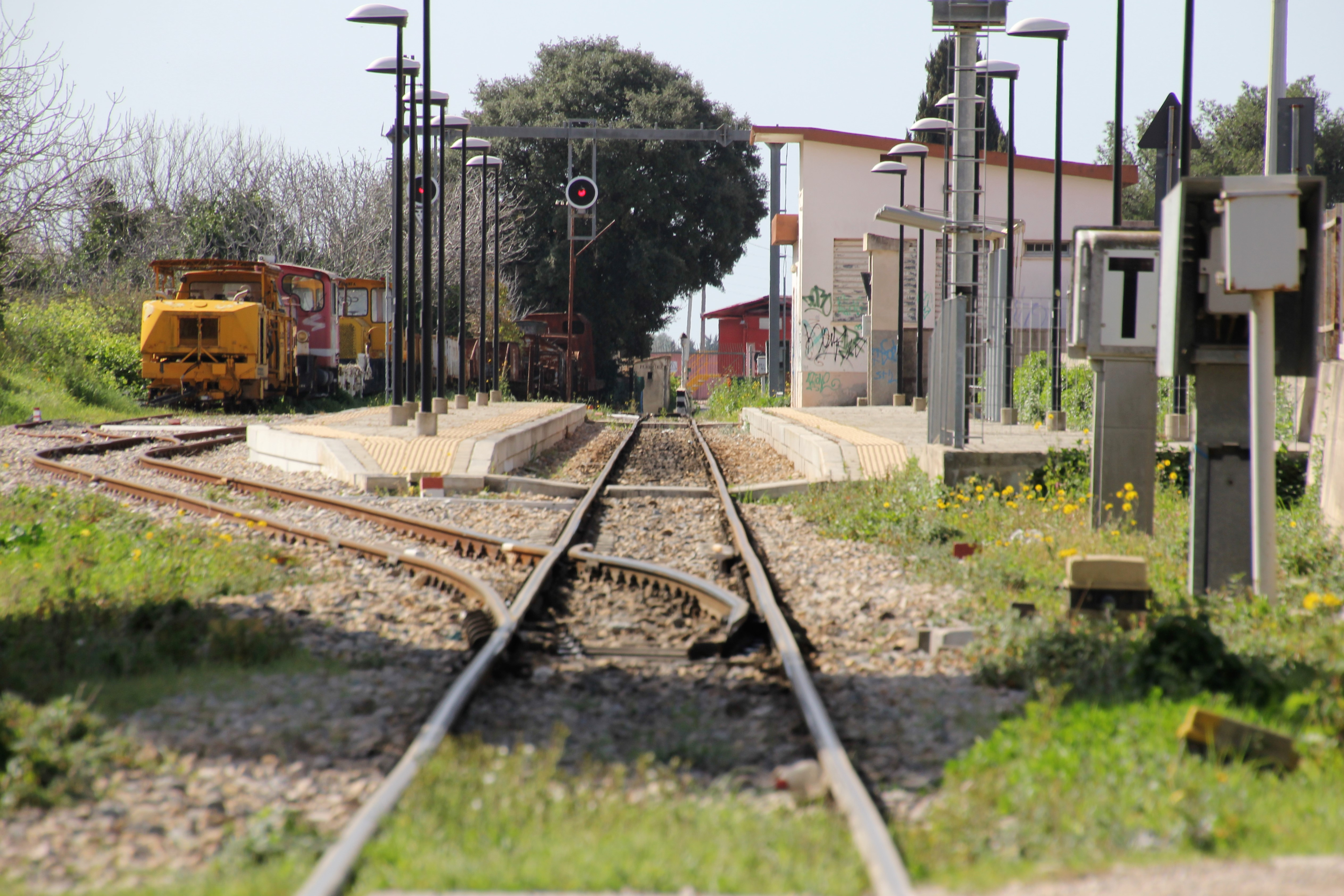
Il binario di corsa (in primo piano) con lo scambio che conduce a quello di incrocio (a sinistra); sullo sfondo alcuni rotabili ricoverati nel tronchino

La stazione sassarese di Santa Maria presenta una configurazione di scalo passante, ed è dotata complessivamente di tre binari da 950mm di scartamento, tra cui quello di corsa della Sassari-Alghero (l'uno), da cui si dirama il binario di incrocio (il due), entrambi attrezzati per il servizio viaggiatori. Un terzo binario, un tronchino, si dirama dal secondo, ed è impiegato per il rimessaggio di materiale rotabile. L'impianto comprende inoltre un piccolo fabbricato, utilizzato per esclusivi fini di servizio.
In passato la stazione costituiva la sede degli impianti delle SFSS ed in seguito delle FCS della città sassarese: per questo l'area ospitava le rimesse locomotive, le officine ed i depositi delle prime due concessionarie della ferrovia, poi trasferiti nell'area all'epoca delle SFS di via Sicilia. Nello scalo permangono i resti dei locali per il rimessaggio delle locomotive (raggiunte all'epoca da due tronchini aventi origine dal binario due in direzione della stazione centrale sassarese), oltre ad altri fabbricati ospitanti gli alloggi per il personale, alcuni depositi e locali per le attività legate al servizio ferroviario.
Lo scalo è impresenziato e la gestione del movimento avviene tramite sistema ACEI-CTC in telecomando dalla stazione di Sassari.

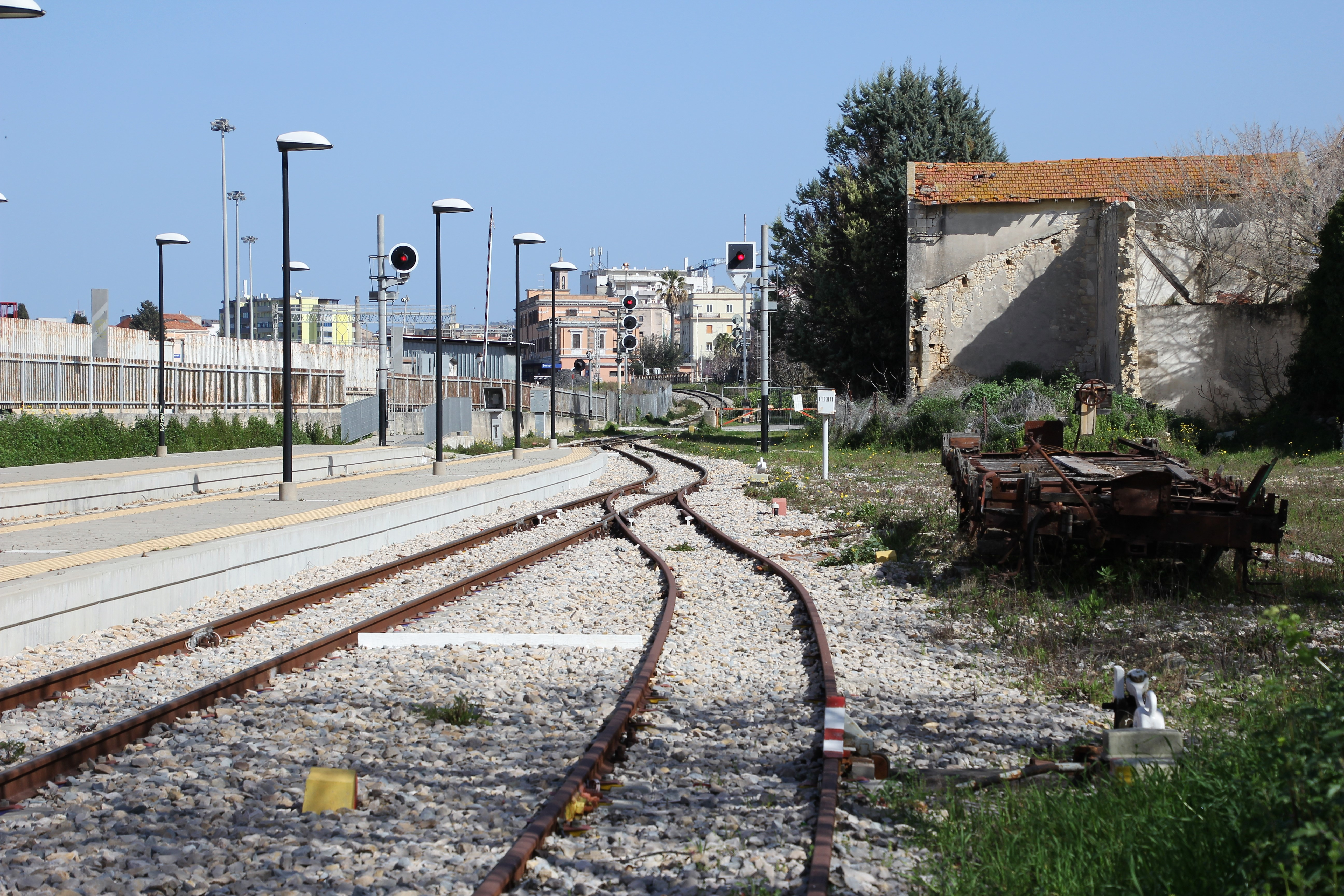
Segnali semaforici in uscita dalla stazione: il movimento è gestito in telecomando dalla stazione "centrale" sassarese, sulla destra i ruderi delle rimesse locomotive

## Movimento
L'impianto di Sassari Santa Maria è servito dai treni espletati dall'ARST lungo la Sassari-Alghero, che consentono il collegamento con quest'ultima città, con Olmedo e con la stazione di Sassari. Una sola coppia di corse feriali prevede la sosta nell'impianto, che nelle altre relazioni è effettuata solo su richiesta.